# Józef I Reformator

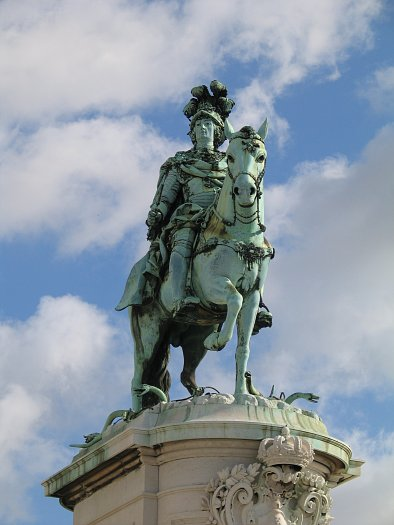
Pomnik Józefa I na Praça do Comércio w Lizbonie.

Józef I zwany Reformatorem (port. José o Reformador) (ur. 6 czerwca 1714, zm. 24 lutego 1777) – król Portugalii z dynastii Bragança. Urodził się w Lizbonie jako trzecie dziecko króla Jana V i jego żony Marii Anny Austriaczki. Starszy brat Józefa Piotr (Pedro) zmarł w wieku 2 lat.

## Życiorys
W 1729 Józef ożenił się z księżniczką Marianną Wiktorią Burbon (córką króla Hiszpanii, Filipa V i Elżbiety Farnese), jednocześnie jego starsza siostra Maria Barbara wyszła za przyszłego króla Hiszpanii – Ferdynanda VI.
Małżonka królewska wolała muzykę i polowania niż sprawy królewskie, z kolei Józef poświęcał się głównie sprawom Kościoła i operze. Zasiadł na tronie w 1750 w wieku 35 lat i wkrótce przekazał władzę wykonawczą w ręce Sebastião José de Carvalho e Melo, który zapisał się w historii jako markiz de Pombal. Markiz starał się kontrolować wszelkie aspekty życia w kraju, gospodarcze, społeczne i politykę kolonialną, starając się zmienić państwo w efektywną organizację.
Spisek arystokratów wymierzony przeciwko królowi i jego premierowi dał Pombalowi pretekst do pozbycia się swoich osobistych wrogów, rodziny Távora. Z kolei wypędzenie jezuitów we wrześniu 1759 pozwoliło przejąć kontrolę nad edukacją młodzieży i bogatym majątkiem zakonu.
Za rządów Józefa 1 listopada 1755 miało miejsce wielkie trzęsienie ziemi w Lizbonie, w którym i następującej po nim fali tsunami, zginęło 100 tysięcy ludzi. Trzęsienie przyczyniło się do rozwinięcia się u władcy ciężkiej postaci klaustrofobii. Nie mógł znieść przebywania w murowanych budynkach, przeniósł dwór do wystawionego na wzgórzach Ajuda miasteczka namiotowego. Stolica została odbudowana ze zniszczeń, a wielka statua króla po dziś dzień dominuje na głównym placu miasta.
Po śmierci króla tron objęła jego najstarsza córka. Markiz de Pombal został odsunięty od władzy.

## Potomstwo
- Maria Franciszka Izabela Józefa Antonia Gertruda Rita Joanna – przyszła królowa Portugalii jako Maria I,
- Marianna Franciszka Józefa (1736–1813)
- Maria Franciszka Dorota (1739–1771)
- Maria Franciszka Benedykta (1746–1829), żona swego siostrzeńca Józefa, księcia Brazylii.